# Altes Brauhaus zu Fallersleben

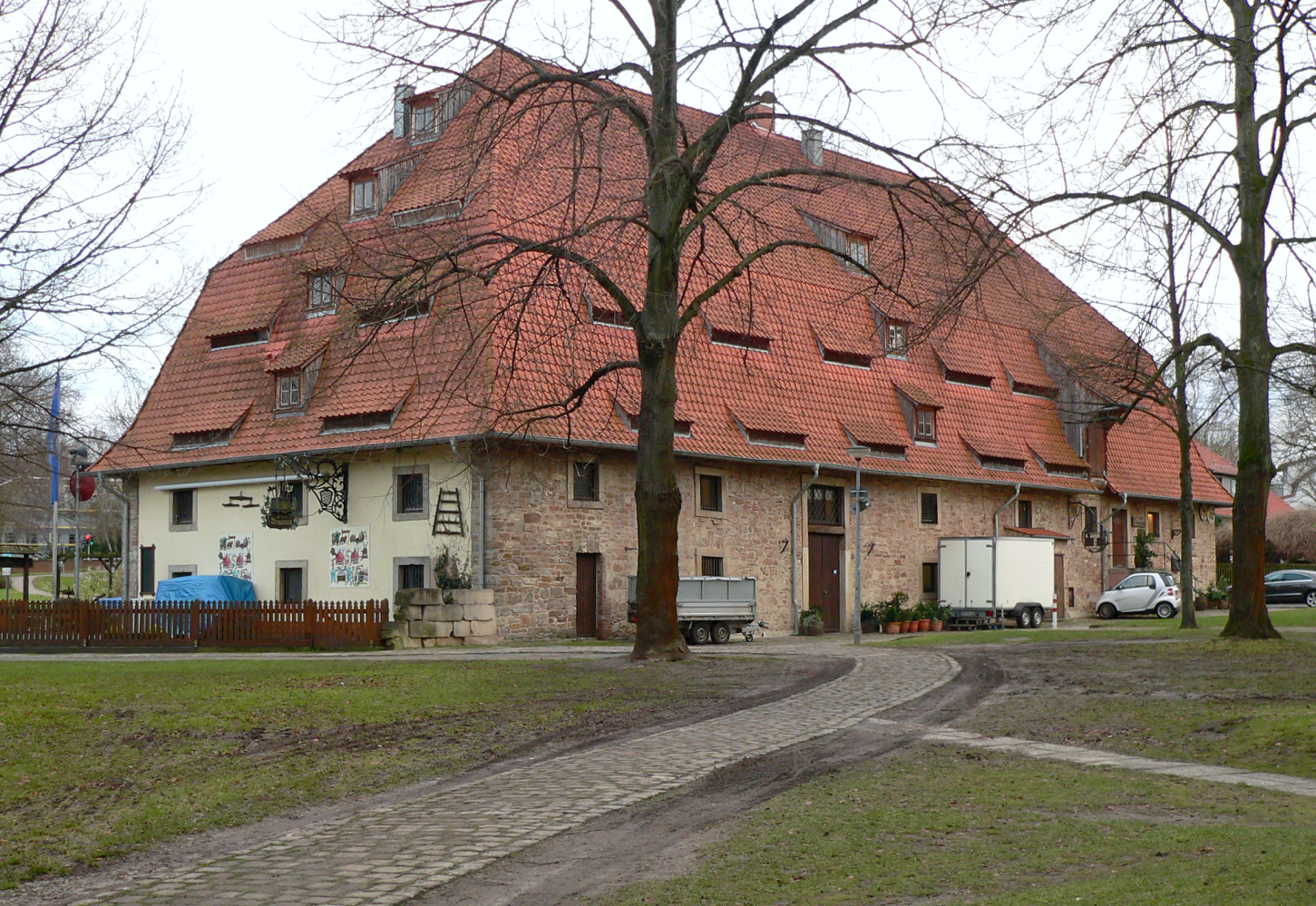
Altes Brauhaus mit vier Kornböden, 2017

Das Alte Brauhaus befindet sich im Wolfsburger Stadtteil Fallersleben und wurde 1765 als Brauhaus errichtet.

## Baubeschreibung

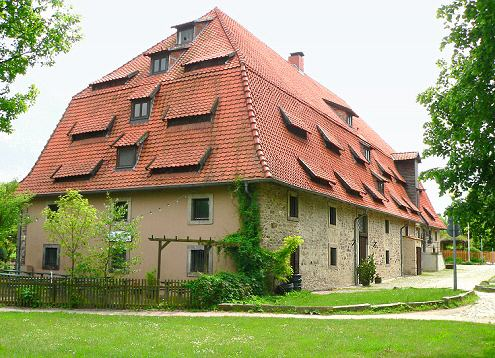
Das Gebäude vor dem Brand, 2005

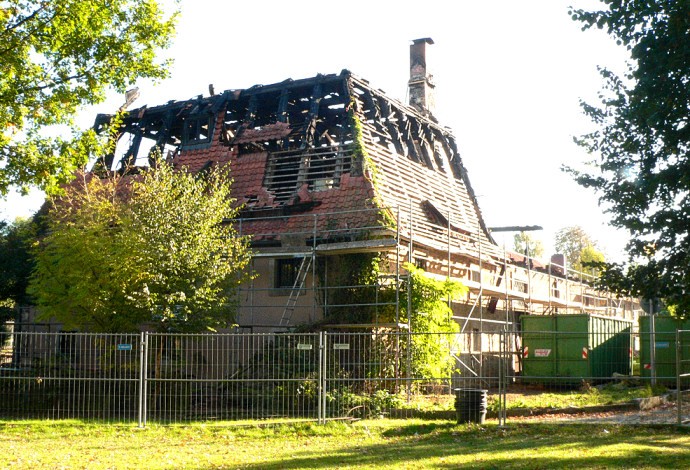
Einige Wochen nach dem Brand, 2007

Der mächtige zweigeschossige Bau mit den Ausmaßen von 14 m × 38 m entstand aus Bruchsteinen. Er steht auf einem tonnengewölbten Lagerkeller. Den wuchtigen Eindruck verstärkt das hohe, viergeschossige Mansarddach, in das Dachgauben eingelassen sind. Sie dienten der Belüftung für die Kornböden des Gebäudes. Das Brauhaus gehörte lange Zeit zur Domäne des Schlosses. Heute ist es in Privatbesitz und dient als Gaststätte, in der Bier (Fallersleber Schlossbräu) gebraut wird.

## Geschichte
Das Brauhaus wurde im 18. Jahrhundert von der Gemeinde Fallersleben in unmittelbarer Nachbarschaft zum Schloss Fallersleben errichtet. Anlass zum Bau des mächtigen Gebäudes war das mit staatlicher Konzession geführte Brau- und Brennereiwesen, das sich in dieser Zeit zur Blüte entwickelt hatte. 1915 wurde die Nutzung als Brauhaus aufgegeben. Nach jahrelangem Leerstand erfolgte 1986/87 eine Renovierung und im März 1987 die Eröffnung der heutigen Gasthausbrauerei.
Am 28. Juli 2007 gegen 18 Uhr kam es aus ungeklärter Ursache im Alten Brauhaus zu einem Großbrand, wobei Brandstiftung ausgeschlossen wurde. Das Feuer war im denkmalgeschützten Mansarddach ausgebrochen. Dadurch wurde das viergeschossige Dach völlig zerstört und stürzte ein. Vom Gebäude blieben nur die steinernen Mauern des unteren Geschosses stehen. Die darin untergebrachte Gaststätte wurde durch das Löschwasser zerstört. Bereits kurz nach dem Brand begannen Aufräumarbeiten mit dem Wegräumen des Brandschuttes vom Dach. Um den Schornstein aus dem 18. Jahrhundert zu erhalten, wurde eine Stützkonstruktion angebracht. Nach einem Wiederaufbau der Brandruine wurde das Brauhaus im Mai 2008 wiedereröffnet.

## Sonstiges
Als "Altes Brauhaus zu Fallersleben" wird das Gebäude als Privatbrauerei und Gaststätte durch eine Einzelunternehmerin betrieben. Die Brauerei ist Mitglied im Brauring, einer Kooperationsgesellschaft privater Brauereien aus Deutschland, Österreich und der Schweiz.